# Rock subterráneo
El rock subterráneo o movida subte fue un movimiento generacional peruano, adolescente y juvenil, principalmente musical, de carácter contracultural que existió entre 1983 y 1992 fuertemente influido por el movimiento punk anglosajón, surgido a final de los años 1970.
Aunque en un principio las bandas adoptaron, fundamentalmente, el punk rock como estilo musical, muy pronto se diversificaron, adoptando nuevos sonidos como el hardcore punk, el post punk, el new wave, el rock gótico, el ska o el thrashcore (crossover). 
El término subterráneo se debe a que la mayoría de estas bandas se encontraban fuera del circuito del rock comercial (ya sea en radio y televisión). Uno de sus primeros impulsores y exponentes es Daniel F.

## Historia

Publicidad de algunas bandas subterráneas de la época de los 80.

El movimiento surgió a mediados de la década de 1980, en un contexto en que el Perú retornaba a la democracia luego del Gobierno Revolucionario de la Fuerza Armada, restituyéndose la libertad de expresión y de asociación. Asimismo, dos hechos marcarían la década que se iniciaba: la elección de Fernando Belaúnde Terry como Presidente del Perú y el surgimiento del grupo terrorista Sendero Luminoso. El retorno a la democracia había generado muchas expectativas entre la juventud, pero este sentimiento se convirtió en frustración que llevó a una fuerte crítica al sistema. En 1982 el presidente Belaunde decretó un programa de ajuste presupuestario siguiendo las políticas recomendadas por el FMI y muchos grupos de izquierda usaron eso luego para explicar la pobreza causada por sus propias medidas. Durante ese periodo las discográficas no deseaban producir a los grupos de rock pues no había dinero para concretar proyectos ni tampoco posibilidades que permitieran vislumbrar un futuro promisorio para el rock en el Perú. 
En esa época la mayor parte de las bandas de rock existentes cantaban en inglés o no tocaban temas propios. Muchas aún no dejaban la influencia de los años 70, cuando ya desde finales de 1980 algo nuevo se movía en el panorama musical mundial: el punk. 
En sus inicios, la movida subterránea fue mínima. Eran pocos los jóvenes que asistían a los conciertos que se desarrollaban básicamente en las universidades por iniciativa de los mismos alumnos involucrados en el movimiento. Los conciertos subtes eran eventos en los que casi todos los asistentes se conocían.   
Una de las primeras bandas fue Leusemia, que se formó en julio de 1983 convirtiéndose en el grupo subterráneo emblemático de ese periodo. La banda, liderada por Daniel F, hizo su primera aparición en público en la segunda mitad del año 1983 en un concierto en "La Caverna", un local que quedaba en el Jirón Moquegua en el Centro de Lima. Entre 1983 y 1985 grabaron su primera maqueta. A pesar de ser un grupo subterráneo, en 1985 editan con la desaparecida discográfica El Virrey Leusemia, su primer álbum de estudio, que fue un éxito de ventas dentro de un país pauperizado, lo cual abrió el camino a otros grupos como Delirios Krónicos, Narcosis, Guerrilla Urbana y Zcuela Crrada. A pesar del éxito de su disco, Leusemia se separó al año siguiente.  
El año 1985 fue clave para el rock subterráneo, en medio de controversia con la aguda polarización social con la llegada de Alan García al gobierno y el surgimiento del terrorismo a Lima. Entre enero y febrero, la banda Narcosis graba su maqueta Primera Dosis que sería una de las más reproducidas y copiadas de la época. En junio se graba el llamado Volumen 1, álbum recopilatorio organizado por Leusemia, donde participaban bandas Guerrilla Urbana, Zcuela Crrada y Autopsia. En noviembre se editó la maqueta de los 13 grupos producida por La Nave de los Prófugos, donde aparecieron los que serían la segunda camada de bandas de rock subterráneo. En esta producción destacarían bandas como Radicales, Pánico, Excomulgados, Flema, Eutanasia, Eructo Maldonado, entre otros.
Entre 1984 y 1985 aparecen en escena las bandas Lima 13 y Voz Propia con su siniestro y depresivo post punk y rock gótico.